# Kamm von Frienstedt

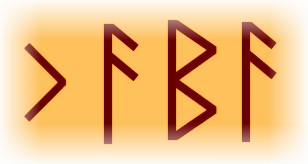
Runeninschrift auf dem Kamm von Frienstedt: westgermanisches kaba (als „kamba“ zu lesen)

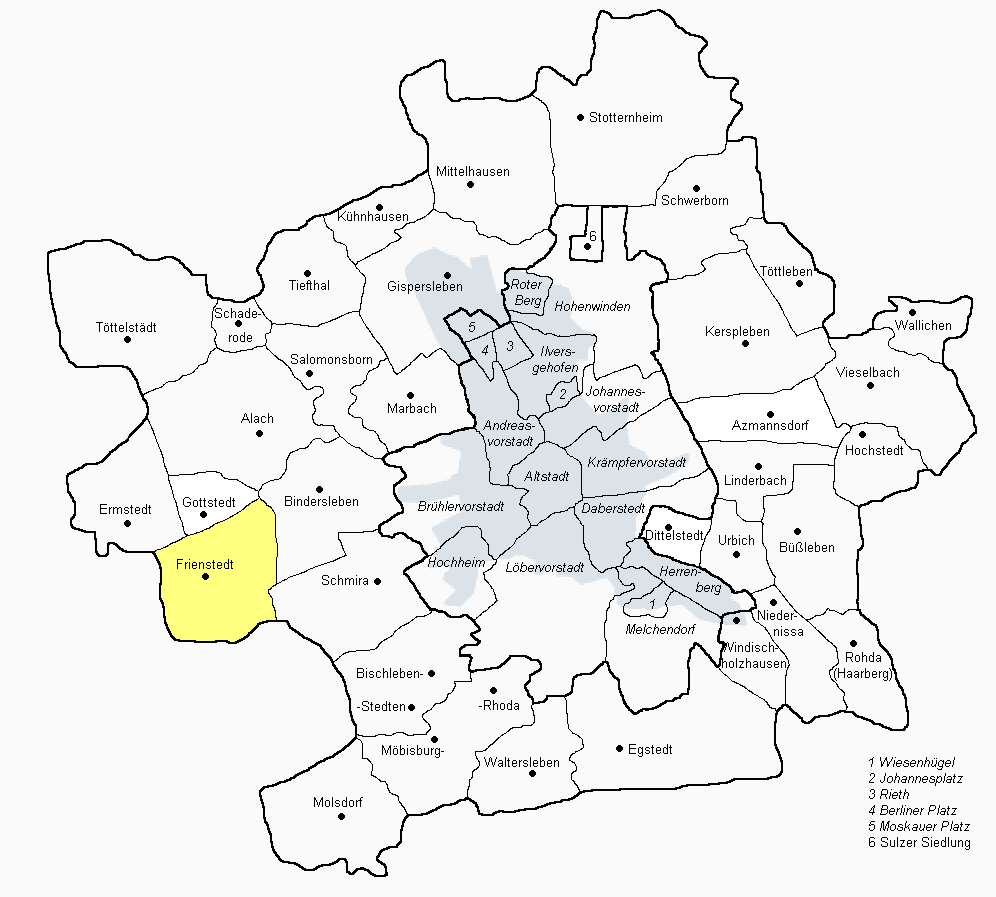
Frienstedt (Ortsteil von Erfurt)

Der Kamm von Frienstedt stammt aus dem 3. Jahrhundert und trägt eine Runeninschrift, die das älteste Zeugnis der westgermanischen Sprache darstellt. Es handelt sich um das Wort kaba (Aussprache: „kamba“), eine Vorform unseres Wortes Kamm. Auf dem mit Kreisaugen-Ornamenten verzierten Kamm aus Hirschgeweih sind die Runen nur schwach aber dennoch klar erkennbar.

## Fundsituation
Archäologen entdeckten den dreieckigen Kamm im Jahr 2000 bei der Trassenuntersuchung der späteren A 71 bei Frienstedt zwischen Erfurt und Gotha in Thüringen. Der Kamm lag zusammen mit einer Lanzenspitze und zahlreichen Tierknochen zerbrochen in einem von mehreren Opferschächten, die auf einem freien Areal mitten in einer germanischen Siedlung angelegt worden waren. Reich ausgestattete Körpergräber umgaben diesen zentralen Platz in einem weiten, lockeren Ring, der daher wohl als Heiligtum gedeutet werden darf. Der außerordentliche Reichtum an Buntmetallfunden (u. a. 200 Fibeln, knapp 200 römische Münzen, gut 150 Fragmente römischer Keramik) ist Beleg dafür, dass die Region im 3. Jahrhundert n. Chr. überregional eine Sonderstellung einnahm und sich durch enge Kontakte zum römischen Reich, aber auch in den südlichen Ostseeraum auszeichnete. Bei der Begutachtung der Knochen- und Geweihobjekte entdeckte Ende 2011 ein Zoologe die Ritzungen, die nur etwa 100 bis 150 Jahre jünger sind als die ältesten bekannten Runen aus Dänemark.

## Interpretation
Der Sprachwissenschaftler und Runenexperte Klaus Düwel ist davon überzeugt, dass die Inschrift im heutigen Thüringen angefertigt wurde. Die Endung auf -a in Kaba weist auf die westgermanische Sprachform hin. In Skandinavien hatte das Wort eine andere Endung, nämlich -aR aus urgermanisch *-az. Bisher sind erst rund 380 Runen-Inschriften aus dem 2. bis 7. Jahrhundert bekannt, die überwiegende Mehrheit davon stammt aus Skandinavien und ist in urnordischer bzw. (ab etwa dem 7. Jahrhundert) in altnordischer Sprache abgefasst. Aus England und vom europäischen Kontinent sind aus dieser Periode nur wenige Dutzend lesbare Runeninschriften erhalten. Die ältesten aus dem südwest- und norddeutschen Raum stammten – bis zur Entdeckung der Inschrift von Frienstedt – aus dem 5. Jahrhundert.
Der Nachweis der maskulinen Endung -a in dieser Zeit ist sprachgeschichtlich eine Sensation, bildet sie doch ein bisher fehlendes Bindeglied der Entwicklung vom Urgermanischen zur westgermanischen Sprachenfamilie, der das Deutsche, Niederländische, Friesische und das Englische angehören.

## Ausstellung
Der Fund wurde im Jahr April 2012 im Foyer des Museums für Ur- und Frühgeschichte Thüringens in einer kleinen Sonderausstellung vorgestellt.